# Iglesia de Nuestra Señora de la Asunción (Roa)
La Iglesia de Nuestra Señora de la Asunción es una iglesia católica situada en el municipio de Roa, antigua colegiata declarada Bien de Interés de Cultural.

## Historia
Fue construida entre 1530 o 1540 y 1566 por Pedro de Rasines bajo el patrocinio de los condes de Siruela, si bien su portada es de 1593.

## Descripción
El templo, de estilo Gótico isabelino está construida en piedra y es de planta basilical, con un esquema de salón, con tres naves, la central más ancha pero del mismo nivel que las laterales, terminada en un ábside, sin transepto.
Todo se cubre con bóvedas de crucería soportadas sobre columnas redondas.